# Тиси
Тиси (итал. Tissi) је насеље у Италији у округу Сасари, региону Сардинија.
Према процени из 2011. у насељу је живело 2142 становника. Насеље се налази на надморској висини од 239 м.

## Становништво
Према резултатима пописа становништва 2011. у општини је живело 2.289 становника.
| 1931. | 1936. | 1951. | 1961. | 1971. | 1981. | 1991. | 2001. | 2011. |
| ----- | ----- | ----- | ----- | ----- | ----- | ----- | ----- | ----- |
| 1.293 | 1.384 | 1.500 | 1.370 | 1.307 | 1.358 | 1.499 | 1.875 | 2.289 |